# Johann Joachim Christoph Bode
Johann Joachim Christoph Bode   (Brunsvic i Ducat de Brunsvic-Lüneburg, 16 de gener de 1731 - Weimar, 13 de desembre de 1793) fou un literat i músic alemany.
Era fill d'un jornaler i aconseguí adquirir una educació musical, que completà amb coneixements lingüístics. Es dedicà finalment a la literatura. De 1762 a 1763 residí a Hamburg com a redactor de l'Hamburgischen Korrespondenten. El 1760 havia fundat amb Lessing que no tingué gens d'èxit. Seguí com a encarregat de negocis de la vídua Bernstorff a Weimar el 1778.
Per les seves traduccions exercí una gran influència en la literatura alemanya. El 1768 ja havia traduït el Sentimentan Journey de Laurence Sterne amb el títol d'Empfindsame Reise que li havia suggerit Lessing. El 1774 traduí el Tristram Shandy també d'Sterne, i el 1776 el The Vicar of Wakefield de Goldsmith amb el nom de Dorfsprediger von Wakefield i el 1786 al Tom Jones de Henry Fielding. També publicà una excel·lent traducció de Montaigne amb el títol de Gedanken und Meiningen (1793), i va escriure nombroses composicions musicals.